# Trójczynnikowy model Famy-Frencha
Trójczynnikowy model Famy-Frencha – model statystyczny opracowany w 1992 r. przez Eugene'a Famę i Kennetha Frencha opisujący kształtowanie się stóp zwrotu z akcji. Fama i French byli współpracownikami w Booth School of Business na Uniwersytecie Chicagowskim, gdzie Fama nadal pracuje. W 2013 roku Fama otrzymał Nagrodę Nobla w dziedzinie ekonomii za empiryczną analizę cen aktywów. Trzy czynniki kształtujące stopy zwrotu według tego modelu to (1) ogólna premia za ryzyko rynkowe (nadwyżka przeciętnej rynkowej stopy zwrotu nad stopą wolną od ryzyka), (2) nadwyżka wyników małych spółek nad dużymi oraz (3) nadwyżka wyników spółek o wysokim stosunku wartości księgowej do wartości rynkowej (odwrotności wskaźnika P/BV) nad wynikami spółek niskim stosunku tych wartości.

## Opis modelu
Modele czynnikowe to modele statystyczne, które próbują wyjaśnić złożone zjawiska, wykorzystując niewielką liczbę przyczyn lub czynników leżących u ich podstaw. Tradycyjny model wyceny aktywów, formalnie znany jako model wyceny aktywów kapitałowych (Capital Assets Pricing Model, CAPM), wykorzystuje tylko jedną zmienną, porównując stopy zwrotu z portfela lub akcji pojedynczej spółki ze stopami zwrotu z całego rynku. Model Famy-Frencha opiera się natomiast na trzech zmiennych. Fama i French zaczęli od spostrzeżenia, że dwa rodzaje akcji radzą sobie lepiej niż rynek jako całość: (i) spółki o małej kapitalizacji oraz (ii) akcje o wysokim stosunku wartości księgowej do rynkowej (WK/C), zwyczajowo nazywane akcjami wartościowymi, w przeciwieństwie do akcji wzrostowych.
W związku z tym spostrzeżeniem dodali do modelu CAPM dwa czynniki:
{\displaystyle r=R_{f}+\beta (R_{m}-R_{f})+b_{s}\cdot {\mathit {SMB}}+b_{v}\cdot {\mathit {HML}}+\alpha }
Gdzie {\displaystyle r} jest oczekiwaną stopą zwrotu portfela, Rf  jest stopą zwrotu wolną od ryzyka, a Rm  jest stopą zwrotu z portfela rynkowego. Współczynnik β w powyższym wzorze jest analogiczny do klasycznego współczynnika beta, ale nie jest mu równy, ponieważ w modelu występują dwa dodatkowe czynniki, które przejmują część zadania polegającego na wyjaśnieniu zmienności stóp zwrotu. SMB to skrót od „Small Minus Big” (mała minus duża [kapitalizacja rynkowa]), a HML od „High Minus Low” (wysoki minus niski [wskaźnik WK/C]). Mierzą one historyczną nadwyżkę zwrotów spółek o małej kapitalizacji nad spółkami o dużej kapitalizacji oraz akcji wartościowych nad akcjami wzrostowymi. Symbolem {\displaystyle \alpha } oznacza się błąd modelu.
Czynniki SMB i HML oblicza się na podstawie kombinacji portfeli złożonych z odpowiednio uszeregowanych akcji (według ranking WK/C i rankingu kapitalizacji) oraz dostępnych historycznych danych rynkowych. Wartości historyczne czynników można sprawdzić na stronie internetowej Kennetha Frencha. Po określeniu czynników SMB i HML odpowiadające im współczynniki bs i bv  są wyznaczane metodą regresji liniowej i mogą przyjmować zarówno wartości ujemne, jak i dodatnie.
Trójczynnikowy model Famy-Frencha wyjaśnia ponad 90% zmienności stóp zwrotu ze zdywersyfikowanych portfeli, w porównaniu do średniej na poziomie 70% dla modelu CAPM. Autorzy wskazują, że premiowane są stopy zwrotu z mniejszych spółek oraz z akcji wartościowych (o wysokich wartościach wskaźnika WK/C).. Analizując współczynik beta w powiązaniu z wielkością spółki, odkryli, że wyższe stopy zwrotu, mały rozmiar spółki i wyższe wartości współczynnika beta są ze sobą skorelowane. Następnie przetestowali zależność między zwrotami a β, kontrolując wielkość spółki, i nie znajdują żadnego związku. Okazuje się, że jeżeli akcje zostaną najpierw uszeregowane według wielkości, siła predykcyjna współczynnika β znika.

## Dyskusja
Griffin pokazuje, że czynniki Famy i Frencha są specyficzne dla danego kraju (Kanada, Japonia, Wielka Brytania i USA) i dochodzi do wniosku, że czynniki lokalne lepiej wyjaśniają zmienność szeregów czasowych stóp zwrotu z akcji niż czynniki globalne. Dlatego zaktualizowane czynniki ryzyka są dostępne dla innych rynków akcji na świecie, np. dla Wielkiej Brytanii czy Niemiec. Eugene Fama i Kenneth French przeanalizowali również modele z lokalnymi i globalnymi czynnikami ryzyka dla czterech rozwiniętych regionów rynkowych (Ameryka Północna, Europa, Japonia oraz Region Azji i Pacyfiku) i doszli do wniosku, że w przypadku portfeli regionalnych lokalne czynniki sprawdzają się lepiej niż globalne. Informacje na temat globalnych i lokalnych czynników ryzyka można również znaleźć na stronie internetowej Kennetha Frencha. Wreszcie, najnowsze badania potwierdzają, że wyniki osiągnięte na rynkach rozwiniętych dotyczą również rynków wschodzących.

## Pięcioczynnikowy model Famy-Frencha
W 2015 roku Fama i French rozszerzyli model, dodając dwa kolejne czynniki – rentowność i inwestycje. Zdefiniowany analogicznie do czynnika HML, czynnik rentowności (RMW, robust minus wek) stanowi różnicę między zwrotami firm o solidnej (wysokiej) i słabej (niskiej) rentowności operacyjnej; czynnik inwestycyjny (CMA) natomiast stanowi różnicę między zwrotami firm inwestujących konserwatywnie i firm inwestujących agresywnie. Dla danych z USA (1963–2013) dodanie tych dwóch czynników sprawia, że czynniki HML stają się zbędne, ponieważ szeregi czasowe zwrotów HML są całkowicie wyjaśnione przez pozostałe cztery czynniki (w szczególności CMA, którego korelacja z HML wynosi 0,7).
Chociaż model ten nadal nie spełnia testu Gibbonsa, Rossa i Shankena (1989), sprawdzającego czy czynniki w pełni wyjaśniają oczekiwane zwroty z różnych portfeli, test ten sugeruje, że model pięcioczynnikowy zwiększa siłę wyjaśniającą zmienność stóp zwrotu z akcji w porównaniu z modelem trzyczynnikowym. Brak pełnego wyjaśnienia wszystkich przetestowanych portfeli wynika ze szczególnie słabych wyników (tj. dużego ujemnego pięcioczynnikowego współczynnika alfa) portfeli składających się z małych firm, które inwestują dużo pomimo niskiej rentowności (tj. portfeli, których zwroty zmieniają się dodatnio z SMB i ujemnie z RMW i CMA). Gdyby model w pełni wyjaśniał zmienność stóp zwrotu z akcji, szacowana wartość alfa powinna być statystycznie nieodróżnialna od zera.

## Dalszy rozwój
W modelach Famy-Frencha nie uwzględniono efektu momentum, ponieważ w niewielu portfelach działanie efektu momentum okazało się statystycznie istotne. Jednakże Cliff Asness, były doktorant Eugene’a Famy i współzałożyciel AQR Capital, przedstawił argumenty na rzecz uwzględnienia tego efektu. Czteroczynnikowy model M. M. Carharta z 1997 stanowi rozszerzenie modelu Famy-Frencha zawierające dodatkowy czynnik momentum (MOM) obejmujący długie pozycje na zwycięzców z poprzedniego miesiąca i krótkie pozycje na przegranych z poprzedniego miesiąca. Foye (2018) przetestował pięcioczynnikowy model dla Wielkiej Brytanii i zgłosił kilka poważnych zastrzeżeń. Po pierwsze, zakwestionował sposób, w jaki Fama i French zmierzyli rentowność. Ponadto wykazał, że model pięcioczynnikowy nie jest w stanie zapewnić przekonującego modelu wyceny aktywów dla Wielkiej Brytanii. Oprócz braku uwzględnienia efektu momentum pojawiło się więcej obaw dotyczących modelu pięcioczynnikowego, a debata na temat najlepszego modelu wyceny aktywów nie została jeszcze rozstrzygnięta.